# A2 (Letland)
De A2 is een hoofdweg in Letland die Riga verbindt met Estland. In Estland sluit de weg aan op de Põhimaantee 7 naar de Russische stad Pskov. De E77, tussen Pskov en Boedapest, loopt over de hele weg mee. De weg vormt een belangrijke verbinding tussen Riga en Sint-Petersburg.
De A2 begint in Riga en loopt via Garkalne, Sigulda en Ape naar de Estische grens. De A2 is 195,6 kilometer lang.

## Geschiedenis
In de tijd van de Sovjet-Unie was de A2 onderdeel van de Russische A212. Deze weg liep van Pskov naar Riga. Na de val van de Sovjet-Unie in 1991 en de daaropvolgende onafhankelijkheid van Letland werden de hoofdwegen omgenummerd om een logische nationale nummering te krijgen. De A212 kreeg het nummer A2.
A1 · A2 · A3 · A4 · A5 · A6 · A7 · A8 · A9 · A10 · A11 · A12 · A13 · A14 · A15